# Bassel al-Assad
Bassel al-Assad (em árabe: باسل الأسد, Bāssel al-Assad; Damasco, 23 de março de 1962 – Damasco, 21 de janeiro de 1994) foi o filho do presidente sírio, Hafez al-Assad.

## Biografia
Desde tenra idade, Bassel foi preparado para ocupar o cargo de presidente por seu pai, Hafez al-Assad. Ele era chefe da segurança presidencial durante a execução de uma muito divulgada campanha anticorrupção dentro do regime, e frequentemente aparecia em uniforme militar em recepções oficiais, sinalizando o compromisso do regime para com as forças armadas. Ele também tinha uma reputação de ser um aficionado por carros velozes.
Em janeiro de 1994, dirigindo seu próprio Mercedes em alta velocidade em meio a névoa para o Aeroporto Internacional de Damasco, nas primeiras horas da manhã, Bassel colidiu com uma rotatória (rotunda) em uma autoestrada, e morreu instantaneamente.
A morte de Bassel levou o seu irmão menos conhecido, Bashar al-Assad, em seguida, a estudar oftalmologia, em Londres, assumindo o manto de presidente-em-espera. Bashar tornou-se presidente após a morte de Hafez em 10 de junho de 2000.[carece de fontes?]
A mídia estatal síria, por vezes, refere-se a Bassel como "Bassel, o Mártir", e numerosas praças e ruas foram nomeados depois de sua morte. Suas estátuas são encontradas em várias cidades sírias, e mesmo depois de sua morte, é frequentemente retratado em outdoors com seu pai e irmão. Ele estava enterrado em Qardaha, aldeia de nascimento de seu pai, em um mausoléu de grande porte, onde Hafez al-Assad foi sepultado ao seu lado em 2000. Em dezembro de 2024, seu túmulo foi destruído por rebeldes após a derrubada de seu irmão Bashar na guerra civil síria.